# Naenara (navegador)
Naenara (en hangul, 내나라; significado, ‘Mi País’) es un navegador web desarrollado por el Centro de Computación de Corea.

## Características
El navegador está desarrollado para la intranet norcoreana, Kwangmyong. Tiene funciones específicas adaptadas para su uso en Corea del Norte. Está basado en el navegador web Mozilla Firefox, bajo la versión GNU/Linux. El navegador fue distribuido por primera vez por el sistema operativo Red Star OS. Sin embargo, este navegador también puede ser usado en tabletas.
Tiene la función de operar en la intranet Kwangmyong, la cual se basa en su propia red de clase A. Dependiendo de la versión, Naenara también puede funcionar fuera de Corea del Norte en un entorno DNS normal. El navegador soporta el idioma coreano e inglés. Muchos sitios web no tienen una entrada de dominio, por lo que se accede al sitio web directamente a través de la dirección IP del servidor. La dirección IP y la página de inicio es 10.76.1.11. El motor de búsqueda y otras funciones también se enrutan a través de este dominio.
La versión de la tableta sólo puede comunicarse con Kwangmyong a través de una conexión VPN.
También es compatible con el anti-phishing y las listas de anti-malware descargadas de la dirección IP 10.76.1.11 La API de Google se utiliza para esto. Sin embargo, la lista se descarga con 10.76.1.11 como dominio. También se nota que el motor de búsqueda Naenara tiene la misma API que Google. Se especula si el servidor del IP 10.76.1.11 actúa como proxy de Google.
El puerto IP 5353 se utiliza como puerto del Sistema de Nombres de Dominio Multicast (mDNS). Fuera de Corea del Norte, el puerto se utiliza para pequeñas redes locales.
El navegador puede actualizarse mediante actualizaciones automáticas. La función de actualización no se puede desactivar.
La lectura del tráfico de datos es posible sin problemas a través de un ataque de intermediario.